# Saltstraumen
67°13′48″N 14°36′35″Ø / 67.23000°N 14.60972°Ø
Saltstraumen er et sund og en tidevandstrøm elleve kilometer sydøst for Bodø by i Bodø kommune i Nordland fylke i Norge. Sundet er omkring 2,2 kilometer langt, og er en af tre forbindelser mellem Saltfjorden og Skjerstadfjorden. Saltstraumen skiller Straumøya i vest og Knaplundsøya øst.
Tidevandsstrømmen i sundet regnes som en af verdens stærkeste, og dannes ved at tidevandet fylder Skjerstadfjorden gennem to smalle løb, som deles af Storholmen midt i sundet. Vandmasserne har normalt en fart på 10–12 knob. Strømmen er en af Nordlands mest besøgte turistattraktioner, med anslået 120 000–180 000 besøgende årligt.

## Strømmen
Saltstraumen bliver til når tidevandet strømmer ind i og ud af Skjerstadfjorden. Højdeforskellen på vandoverfladen mellem indersiden og ydersiden af det trange sund kan være op til  en meter. For at udjævne tidevandsforskellen presses,   fire gange i døgnet,   vældige vandmasser med stor fart, gennem det tre km lange,  og på det smalleste kun 150 meter brede sund. Estimater antyder 372-400 millioner kubikmeter vand presses gennem sundet.
Middelhastigheden synes at ligge på omkring 7 knob (ca. 13 km/t) og tophastigheden betydelig over. Strømmen kan opnå en hastighed på ca. 20 knob. Som alle tidevandsstrømme er Saltstraumen stærkest lige efter ny- og fuldmåne.
Det er også vigtigt at kægge mærke til  at Saltstraumtabellen viser tidspunkt for når straumen er på det stærkeste ind eller ud, mens en tidevandstabel viser tidspunkt for hvornår det er højest  eller lavest. Mellem disse er der altså en tidsforskel på ca. 3 timer (indenfor straumen).
Der  er ikke ebbe og flod  samtidig indenfor og udenfor strømmen. Dette kommer af forsinkelse af tidevandet. I fjorde med trangt indløb kan der opstå betydelig forsinkelse af tidspunktet for ebbe og flod inde i fjorden i forhold til i havet udenfor. Højdeforskellen mellem ebbe og flod bliver også væsentlig mindre inde i fjorden.
Grunden til dette er at fjorden ikke når at blive fyldt eller tømt gennem det trange indløb i de 6 timer havet  stiger eller falder i havet udenfor. Dette fænomen kaldes  ved den engelske betegnelsen «tidal choking». Forsinkelsen findes i mange fjordarme med trange indløb. Saltstraumen forsinker tidevandet i Skjerstadfjorden så tidspunktet for ebbe og flod forsinkes med omkring  to timer.

## Historie
Ved Saltstraumen er der fundet stenalderbopladser på begge sider af straumen som er op til 11.000 år gamle. Disse bosætninger er fundet ca. 80 meter over havet og kan være den næst ældste bosætning som er fundet i Norge. Grunden til den tidlige bosætning i området  kan skyldes  de næringsrige havmasser. Strømmen har ikke altid været der, den er ca. 3000 år gammel. Dette er fordi havniveauet stod højere før da, og derfor var der ikke så trangt i sundet.
Der er også registreret 33 gravminder fra jernalderen. Raud den rame boede ifølge Snorre Sturlason ved Saltstraumen, og var høvding i området. Kampen mellem ham og Olav Tryggvason er omtalt i Snorres saga. I dag er der et museum ved Saltstraumen, som udstiller forskellige genstande, og arrangerer historiske vandringer. Der er fundet diverse pilespidser og knivspidser samt en oval genstand af ben, som er blevet identificeret som en Brummer, som er det ældste musikinstrument som er fundet i Norge. Ved ucgravninger blev der fundet rester af langhuse fra vikingetiden og fra jernalderen. Der blev også fundet rester af jordbrug, og disse fund var 500 år ældre end det som før var det ældste jordbrugsfund i Nord-Norge.

## Plante og fiskeliv
I Saltstraumen findes store mængder torsk, sej, helleflynder, havtaske og stenbidder. Torsk og stenbidder er almindelig fangst for sportsfiskere, og der er store mængder havfugle som overvintrer og lever af fisken her. Årsagen til den store biologiske mangfoldighed skyldes malstrømmen som tilfører ilt til vanfmasserne og fragter næringsstoffer som plantene drager nytte af. Edderfugl og havørn findes i nærområdet. Saltstraumen er et  marint beskyttelsesområde og er udvalgt til et af  The Wild Wonders of Europe i forbindelse med et samarbejde mellem National Geographic og WWF. Sportsdykkere har også fundet ett lille koralrev med søtræer  lige udenfor strømmen.

## I medierne
I 2016 lavede  NRK et slow-tv-program, Saltstraumen minutt for minutt som var en tolv timer lang direkte udsendelse af strømmen.